# Polyrhachis lanuginosa
Polyrhachis lanuginosa är en myrart som beskrevs av Santschi 1910. Polyrhachis lanuginosa ingår i släktet Polyrhachis och familjen myror. Inga underarter finns listade i Catalogue of Life.